# Windley
Windley – wieś w Anglii, w hrabstwie Derbyshire, w dystrykcie Amber Valley. Leży 11 km na północny zachód od miasta Derby i 193 km na północny zachód od Londynu.